# Список деревьев и кустарников Литвы
Список местной флоры Литвы содержит 98 видов деревьев и кустарников.
В списке приведены русское, научное и местное название представителей флоры.

## Деревья

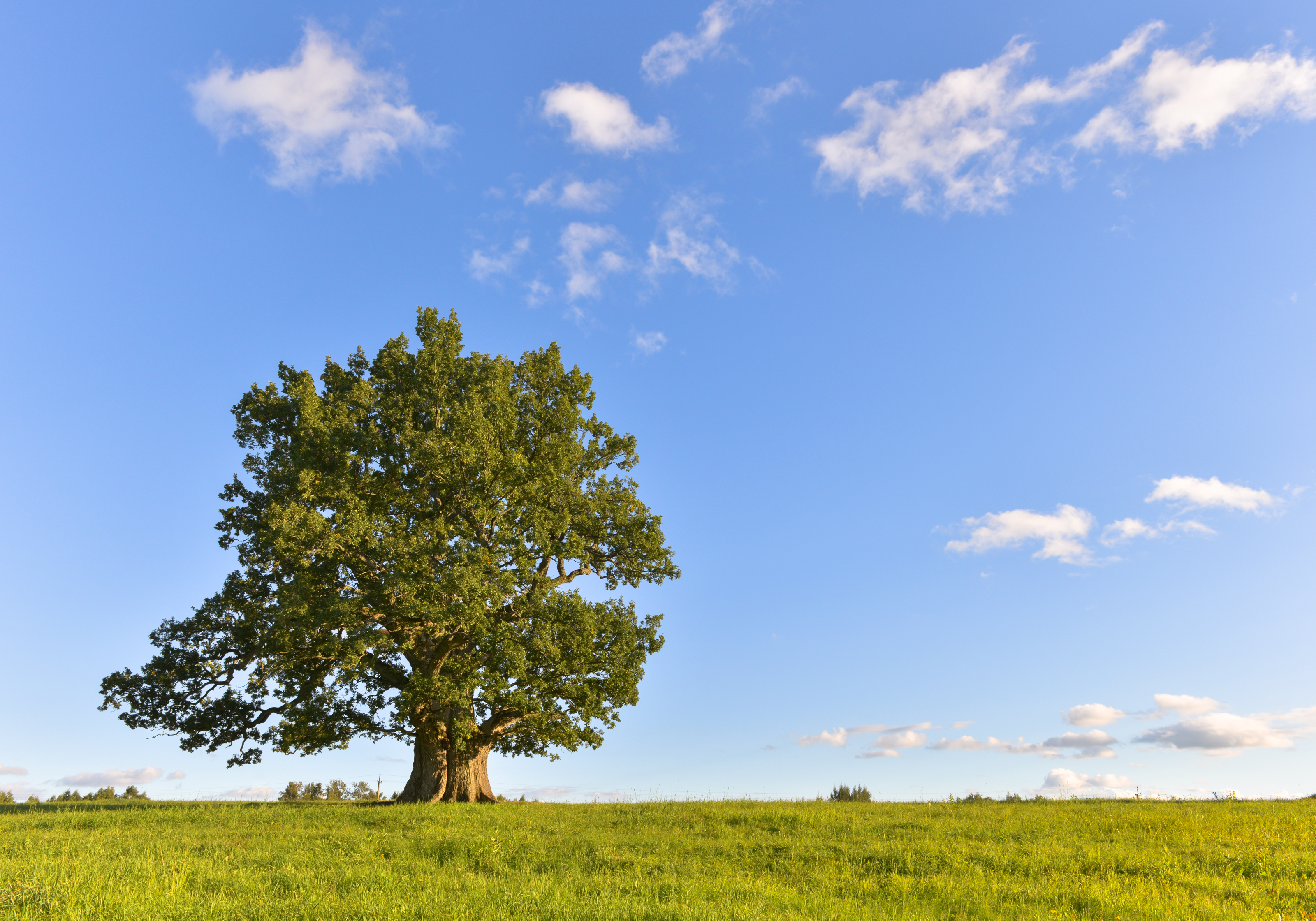
Дуб черешчатый

### Хвойные
(лат. Pinophyta; лит. Pušūnai)

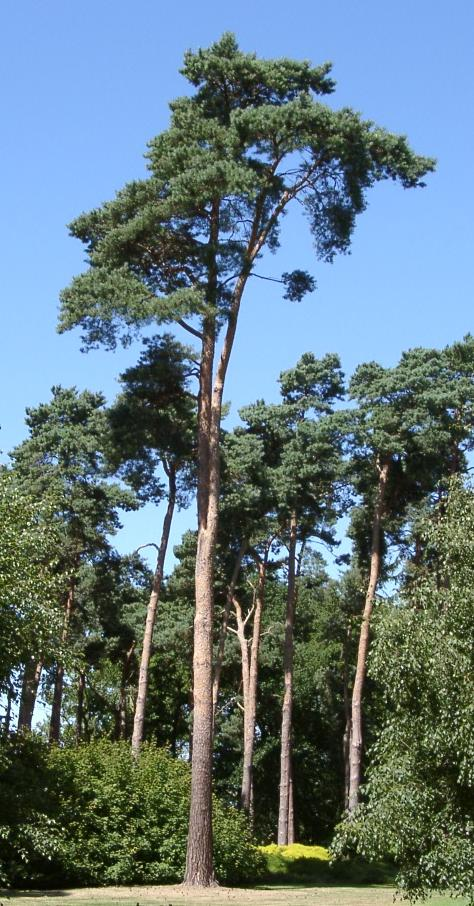
Сосна обыкновенная

1. Лиственница европейская  (лат. Larix decidua; лит. Europinis maumedis)
2. Ель европейская  (лат. Picea abies; лит. Paprastoji eglė)*
3. Сосна обыкновенная (лат. Pinus sylvestris; лит. Paprastoji pušis)*
4. Тис ягодный (лат. Taxus baccata; лит. Europinis kukmedis)

### Покрытосеменные
(лат. Magnoliophyta; лит. Magnolijūnai)
1. Клён остролистный (лат. Acer platanoides; лит. Paprastasis klevas)
2. Ольха чёрная  (лат. Alnus glutinosa; лит. Juodalksnis)*
3. Ольха серая (лат. Alnus incana; лит. Baltalksnis)*
4. Берёза повислая  (лат. Betula pendula; лит. Karpotasis beržas  или  лит. Beržas svyruoklis ) *
5. Берёза пушистая (лат. Betula pubescens; лит. Plaukuotasis beržas)*
6. Граб обыкновенный (лат. Carpinus betulus; лит. Paprastasis skroblas)
7. Бук лесной (лат. Fagus sylvatica; лит. Paprastasis bukas)
8. Ясень обыкновенный (лат. Fraxinus excelsior; лит. Paprastasis uosis)
9. Яблоня лесная (лат. Malus sylvestris; лит. Miškinė obelis)
10. Тополь чёрный  (лат. Populus nigra; лит. Juodoji tuopa)
11. Осина (лат. Populus tremula; лит. Drebulė или ‘‘лит. Epušė)*
12. Pyrus pyraster (лат. Pyrus pyraster; лит. Miškinė kriaušė)
13. Дуб скальный  (лат. Quercus petraea; лит. Bekotas ąžuolas )
14. Дуб черешчатый  (лат. Quercus robur; лит. Paprastasis ąžuolas )
15. Ива белая  (лат. Salix alba; лит. Baltasis gluosnis )
16. Ива ломкая  (лат. Salix fragilis; лит. Trapusis gluosnis )
17. Рябина обыкновенная  (лат. Sorbus aucuparia; лит. Paprastasis šermukšnis )
18. Липа сердцелистная  (лат. Tilia cordata; лит. Mažalapė liepa )
19. Вяз шершавый   (лат. Ulmus glabra; лит. Kalninė guoba)
20. Вяз гладкий (лат. Ulmus laevis; лит. Paprastoji vinkšna)
21. Берест (лат. Ulmus minor; лит. Paprastasis skirpstas)

## Небольшие деревья или крупные кустарники

### Хвойные
(лат. Pinophyta; лит. Pušūnai)
1. Можжевельник  обыкновенный (лат. Juniperus communis; лит. Paprastasis kadagys)*

### Покрытосеменные
1. Лещина обыкновенная  (лат. Corylus avellana; лит. Paprastasis lazdynas )
2. Боярышник обыкновенный  (лат. Crataegus laevigata; лит. Grauželinė gudobelė )
3. Боярышник однопестичный  (лат. Crataegus monogyna; лит. Vienapiestė gudobelė )
4. Боярышник согнуточашелистиковый или Боярышник вееролистный, Боярышник колючий,  Боярышник отогнуто-чашелистиковый [1] (лат. Crataegus rhipidophylla; лит. Miškinė gudobelė )
5. Бересклет европейский  (лат. Euonymus europaeus; лит. Europinis ožekšnis )
6. Крушина ломкая (лат. Frangula alnus; лит. Paprastasis šaltekšnis)
7. Вишня обыкновенная (лат. Prunus cerasus or Cerasus vulgaris; лит. Paprastoji vyšnia)
8. Черёмуха обыкновенная (лат. Prunus padus; лит. Paprastoji ieva)
9. Тёрн (лат. Prunus spinosa; лит. Dygioji slyva)
10. Жостер слабительный (лат. Rhamnus cathartica; лит. Dygioji šunobelė)
11. Ива остролистая  (лат. Salix acutifolia; лит. Smailia Lapis glosniki )
12. Ива козья  (лат. Salix caprea; лит. Blindė ) *
13. Ива пепельная  (лат. Salix cinerea; лит. Pilkasis karklas sin. Pilkasis gluosnis)
14. Salix daphnoides (лат. Salix daphnoides; лит. Pajūrinis gluosnis)
15. Salix dasyclados (лат. Salix dasyclados; лит. Ilgalapis gluosnis)
16. Salix myrsinifolia (лат. Salix myrsinifolia или лат. Salix nigricans; лит. Juosvasis karklas)
17. Ива пятитычинковая (лат. Salix pentandra; лит. Virbinis gluosnis)*
18. Ива трёхтычинковая (лат. Salix triandra; лит. Krantinis gluosnis)*
19. Ива прутовидная (лат. Salix viminalis; лит. Žilvitinis karklas)*

## Кустарники

### Покрытосеменные
(лат. Magnoliophyta; лит. Magnolijūnai)
1. Барбарис обыкновенный (лат. Berberis vulgaris; лит. Paprastasis raugerškis)
2. Берёза низкая (лат. Betula humilis; лит. Liekninis beržas)
3. Берёза карликовая (лат. Betula nana; лит. Beržas keružis)
4. Cornus sanguinea (лат. Cornus sanguinea; лит. Raudonoji sedula)
5. Боярышник чашечный (лат. Crataegus curvisepala  или лат. Crataegus calycina; лит. Šlaitinė gudobelė)

1. Волчеягодник обыкновенный (лат. Daphne mezereum; лит. Paprastasis žalčialunkis)
2. Euonymus verrucosus (лат. Euonymus verrucosus; лит. Karpotasis ožekšnis)
3. Lonicera xylosteum (лат. Lonicera xylosteum; лит. Paprastasis sausmedis)
4. Восковница обыкновенная (лат. Myrica gale; лит. Pajūrinis sotvaras)
5. Смородина альпийская (лат. Ribes alpinum; лит. Kalninis serbentas)
6. Смородина чёрная (лат. Ribes nigrum; лит. Juodasis serbentas)*
7. Ribes spicatum (лат. Ribes spicatum; лит. Ilgakekis serbentas)
8. Rosa caesia (лат. Rosa caesia; лит. Kietalapis erškėtis)
9. Шиповник собачий (лат. Rosa canina; лит. Paprastasis erškėtis)*
10. Rosa dumalis (лат. Rosa dumalis; лит. Melsvalapis erškėtis)
11. Шиповник коричневый (лат. Rosa majalis; лит. Miškinis erškėtis)
12. Rosa mollis (лат. Rosa mollis; лит. Švelnialapis erškėtis)
13. Rosa rubiginosa (лат. Rosa rubiginosa; лит. Rūdėtasis erškėtis)
14. Ива ушастая  (лат. Salix aurita; лит. Ausytasis karklas )
15. Ива лапландская  (лат. Salix lapponum; лит. Laplandinis karklas )
16. Ива черничная  (лат. Salix myrtilloides; лит. Mėlynlapis karklas )
17. Ива пурпурная (лат. Salix purpurea; лит. Purpurinis karklas)
18. Salix repens (лат. Salix repens; лит. Gulsčiasis karklas)
19. Salix rosmarinifolia (лат. Salix rosmarinifolia; лит. Pelkinis karklas)
20. Ива Старка (лат. Salix starkeana; лит. Žemasis karklas)
21. Калина обыкновенная (лат. Viburnum opulus; лит. Paprastasis putinas)

## Небольшие кустарники

### Покрытосеменные
(лат. Magnoliophyta; лит. Magnolijūnai)
1. Подбел  (лат.  Andromeda polifolia; лит.  Siauralapė balžuva)
2. Толокнянка обыкновенная (лат. Arctostaphylos uva-ursi; лит. Miltinė meškauogė синоним arkliauoge, kiauluoge)
3. Вереск обыкновенный (лат. Calluna vulgaris; лит. Šilinis viržis)*
4. Chamaedaphne calyculata (лат. Chamaedaphne calyculata; лит. Durpyninis bereinis)
5. Empetrum nigrum (лат. Empetrum nigrum; лит. Juodoji varnauogė)
6. Erica tetralix (лат. Erica tetralix; лит. Tyrulinė erika)
7. Багульник болотный (лат. Rhododendron tomentosum или  лат. Ledum palustre; лит. Pelkinis gailis)
8. Vaccinium microcarpum (лат. Vaccinium microcarpum или  лат. Oxycoccus microcarpus; лит. Smulkiauogė spanguolė)
9. Черника (лат. Vaccinium myrtillus; лит. Mėlynė ) *
10. Клюква болотная (лат. Vaccinium oxycoccos; лит. Paprastoji spanguolė)
11. Голубика (лат. Vaccinium uliginosum; лит. Vaivoras )
12. Брусника обыкновенная (Vaccinium vitis-idaea; лит. Bruknė) *

## Полукустарники

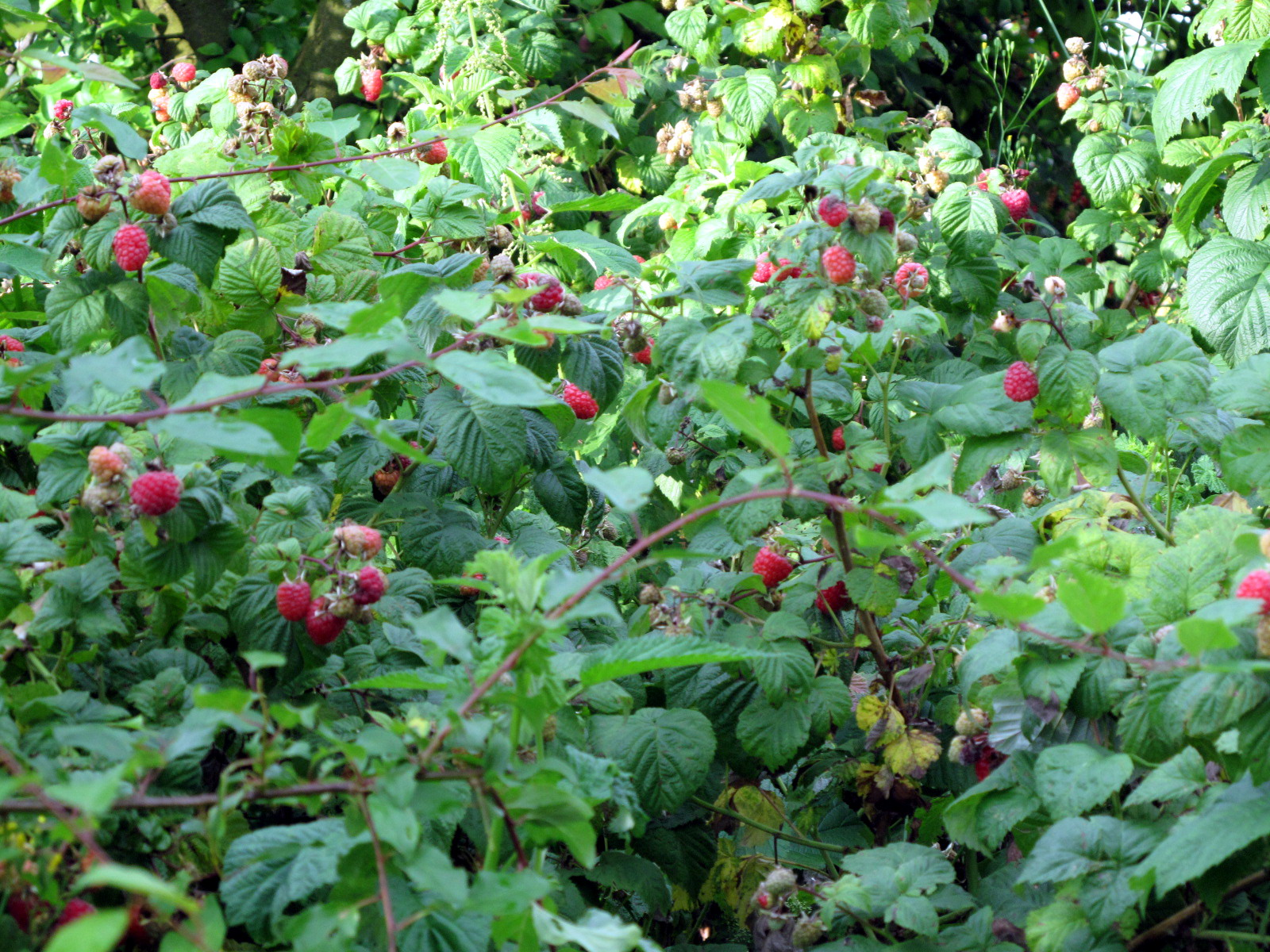
Малина обыкновенная

### Покрытосеменные
1. Ежевика арктическая (лат. Rubus arcticus; лит. Šiaurinė katuogė)
2. Rubus aureolus (лат. Rubus aureolus; лит. Krūmininė gervuogė)
3. Ежевика сизая (лат. Rubus caesius; лит. Paprastoji gervuogė)*
4. Морошка (лат. Rubus chamaemorus; лит. Paprastoji tekšė)
5. Rubus fruticosus (лат. Rubus fruticosus; лит. Raukšlėtoji gervuogė)
6. Малина обыкновенная или европейская малина (лат. Rubus idaeus; лит. Paprastoji avietė)*

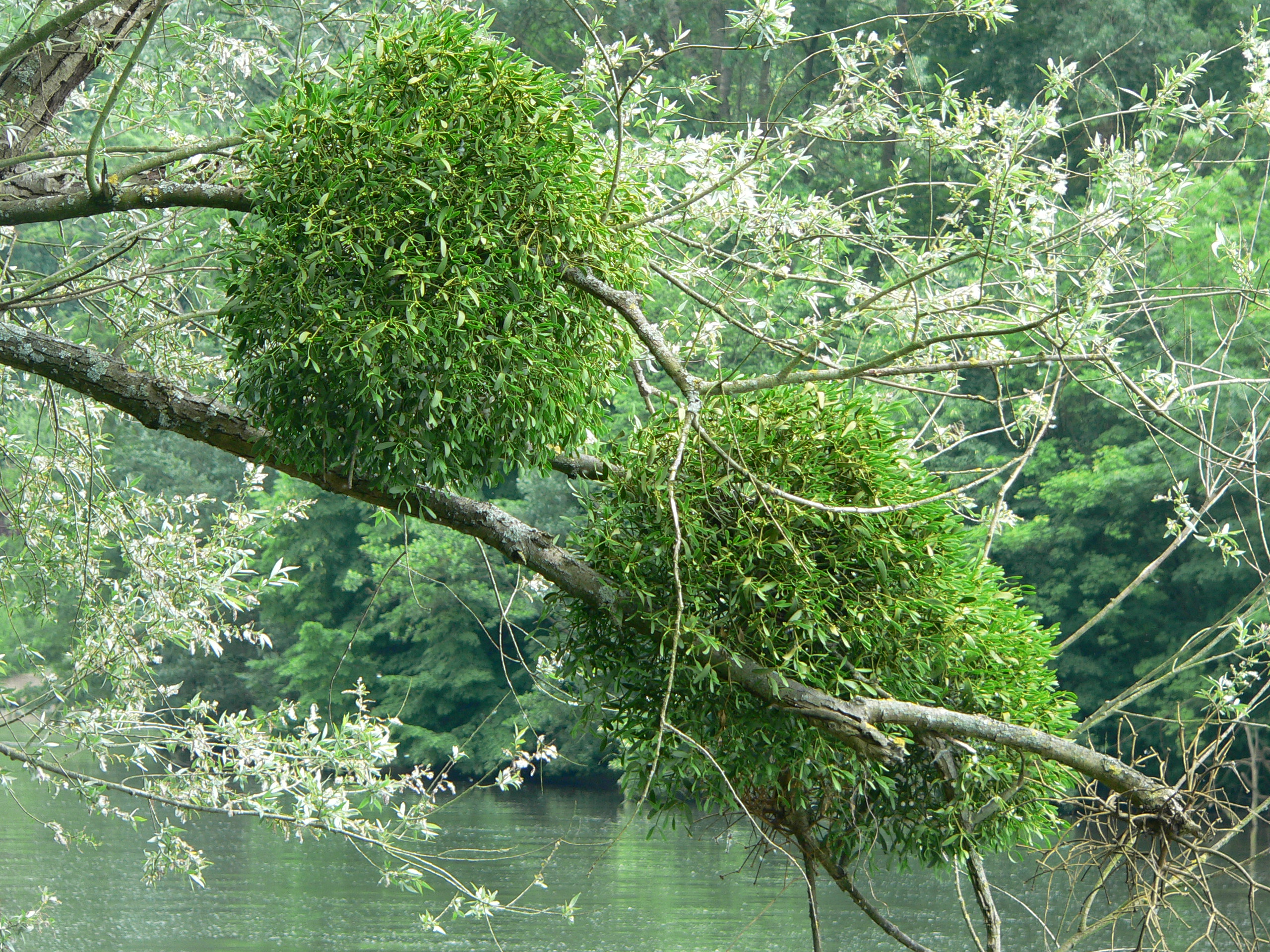
Омела белая

7. Rubus nessensis (лат. Rubus nessensis; лит. Stačioji gervuogė)
8. Костяника (лат. Rubus saxatilis; лит. Paprastoji katuogė)
9. Rubus scissus (лат. Rubus scissus; лит. Septynlapė gervuogė)
10. Rubus wahlbergii (лат. Rubus wahlbergii; лит. Lazdynlapė gervuogė)
11. Паслён сладко-горький (лат. Solanum dulcamara; лит. Karklavijas)
12. Thymus pulegioides (лат. Thymus pulegioides; лит. Keturbriaunis čiobrelis)
13. Тимьян ползучий (лат. Thymus serpyllum; лит. Paprastasis čiobrelis)
14. Омела белая (лат. Viscum album; лит. Paprastasis amalas или лит. Laumės šluota)

## Лианы

### Покрытосеменные
1. Плющ обыкновенный (лат. Hedera helix; лит. Gebenė lipikė)